# موريس ياميوغو
موريس ياميوغو (بالفرنسية: Maurice Yaméogo)‏ (31 ديسمبر 1921 – 15 سبتمبر 1993) هو أول رئيس لجمهورية فولتا العليا والتي تُدعى الآن بوركينا فاسو من 1959 حتى 1966.
استطاع ياميوغو تجسيد الدولة الفولتية في لحظة نيلها لاستقلالها. ولكن لم يكن الطريق الذي أوصله إلى سدة الحكم خالياً من العقبات. ثبَّت ياميوغو موقعه على الساحة السياسية النشطة بفولتا العليا بفضل موهبته في الإلقاء والخطابة إبَّان عمله عضواً في الإدارة الاستعمارية الفرنسية منذ عام 1946. وألتحق بالحكومة الائتلافية التي شكّلها دانيال وزين كوليبالي وهي أول حكومة فولتية عليا، والتي كانت قد تأسست بموجب قانون الإصلاح الفرنسي في مايو عام 1957، حيث عمل وزيراً للزراعة وعضواً في الحركة الديمقراطية الفولتية. عرض كوليبالي على موريس ياميوغو وحلفائه في الجمعية في يناير 1958 الانضمام إلى الجمعية الديمقراطية للاتحاد الأفريقي الديمقراطي الفولتي (UDV-RDA) مقابل وعود بالحصول على ترقية حكومية، وجاء هذا العرض على أثر التهديد الذي واجهه كوليبالي والمتمثل بالتصويت عليه باللوم برلمانياً. أصبح ياميوغو بمثابة نائب كوليبالي مع توليه لحقيبة الداخلية وهو المنصب الذي مكنه من تولي منصب رئاسة الحكومة المؤقتة بعد وفاة كوليبالي في شهر سبتمبر من عام 1958.

## روابط خارجية
- موريس ياميوغو على موقع الموسوعة البريطانية (الإنجليزية)
- موريس ياميوغو على موقع مونزينجر (الألمانية)